# El príncipe (álbum)
El príncipe es el décimo álbum de estudio del cantante mexicano José José, Fue lanzado al mercado bajo el sello discográfico RCA Víctor en 1976 y el último en grabar para dicha compañía discográfica. Destaca por un sonido más acorde a la época, con más tendencia hacia el jazz, soul y distintas fusiones.
La producción estuvo a cargo de Eduardo Magallanes por cuarta y última vez, con quien había trabajado en sus 4 álbumes anteriores, Cuando tú me quieras (1972), Hasta que vuelvas (1973), Vive (1974) y Tan cerca... Tan lejos (1975), respectivamente.
En este álbum, José José interpreta temas de Paul Anka, Wildo, Manolo Marroquí, y uno de la inspiración del actor y comediante mexicano Sergio Corona.
De este álbum se desprenden los singles: "Nuestro amor es lo más bello del mundo" (original de Paul Anka), "En las puertas del colegio", " Mil gracias por tu amor" y, por supuesto, el tema que da nombre al disco, "El príncipe"; así también, gracias a esta canción se le otorga el alias "El príncipe de la canción", que lo marcaría para toda la vida.

## Lista de canciones[1]
| El príncipe |                                                                                               |                                           |          |  |
| N.º         | Título                                                                                        | Escritor(es)                              | Duración |  |
| 1.          | «En las puertas del colegio»                                                                  | Blas Eduardo, Wildo                       | 2:52     |  |
| 2.          | «Remate»                                                                                      | Rubén Fuentes, Rafael Cárdenas            | 2:56     |  |
| 3.          | «Mil gracias por tu amor»                                                                     | Blas Eduardo, Wildo                       | 3:14     |  |
| 4.          | «Otro día sin ti»                                                                             | Carlos Pineda                             | 2:38     |  |
| 5.          | «Verte a ti»                                                                                  | José María Castilla                       | 3:21     |  |
| 6.          | «Nuestro amor es lo más bello del mundo» (I Believe (There's Nothing Stronger Than Our Love)) | Paul Anka Adapt: al español: J. López Lee | 3:19     |  |
| 7.          | «Tu melodía»                                                                                  | David Peñaflor                            | 3:57     |  |
| 8.          | «El príncipe»                                                                                 | Manolo Marroquí                           | 3:15     |  |
| 9.          | «San Blas»                                                                                    | América de la Paz                         | 3:08     |  |
| 10.         | «Mírame»                                                                                      | Sergio Corona                             | 3:05     |  |

© MCMLXXVI. RCA, S.A. de C.V.

## Créditos y personal[1]
- Homero Patrón - Arreglos y dirección musical en pistas 1, 5, 6 y 8.
- Eduardo Magallanes - Arreglos y dirección musical en pistas 2 y 3.
- Mario Patrón - Arreglos y dirección musical en pistas 4 y 10.
- Enrique Neri - Arreglos y dirección musical en pista 7.
- Nacho Rosales - Arreglos y dirección musical en pista 9.
- E. Magallanes - Dirección artística y producción.